# Rough Riders d'Ottawa
Les Rough Riders d'Ottawa sont une ancienne équipe de football canadien basée à Ottawa en Ontario.  Fondés en 1876, ce qui en fait une des plus anciennes formations de ce sport, ils ont fait partie de la Ligue canadienne de football (LCF) depuis la création de celle-ci en 1958. Ils ont remporté la coupe Grey à neuf reprises entre 1925 et 1976. Ils ont cessé leurs activités en 1996. Par la suite, deux autres clubs, les Renegades (2002-2005) puis le Rouge et Noir (depuis 2014) ont représenté Ottawa dans la LCF.

## Histoire

### Fondation et ORFU (1876-1893)
Les premiers matchs de football joués à Ottawa datent de 1867. C'est le 19 septembre 1876, lors d'une réunion tenue à l'hôtel Russell, que le Ottawa Football Club, qui deviendra plus tard les Rough Riders, est formé. Il joue son premier match quatre jours plus tard au square Jacques Cartier contre un club d'Aylmer,. Lors de la fondation de la Ontario Rugby Football Union en 1883, le Ottawa Football Club en est un des premiers membres. À cette époque le club est aussi appelé « Ottawa City » pour le distinguer du club universitaire du collège d'Ottawa. Dès la première saison de l'ORFU, le club se qualifie pour la finale, mais est défait 9-7 par les Argonauts de Toronto. Ils prennent de nouveau part au match de finale en 1885, mais sont battus cette fois par le club universitaire de leur ville. Puis les années suivantes, ils ne sont plus de taille contre les autres équipes, ne parvenant pas à la finale de la ligue. Ils ne participent même pas à la saison 1892, jouant cet automne-là des matchs hors-concours contre des clubs de Montréal.

### Alternance entre laQRFUet l'ORFU(1894-1906)
En avril 1894 le club d'Ottawa est admis dans la fédération québécoise, la Quebec Rugby Football Union. Leur première saison dans la nouvelle ligue est difficile puisqu'ils perdent tous leurs matchs. La saison suivante est meilleure puisque le Montreal Football Club n'est déclaré champion qu'après un dernier match serré contre Ottawa. En 1897 cependant, le jeu exagérément rude du club leur vaut d'être suspendu par la ligue. En effet, lors du match du 6 novembre contre le Collège d'Ottawa, plusieurs joueurs tentent de blesser délibérément des adversaires. Hal Walters du Ottawa City est expulsé du match après s'être battu à coups de pied avec un adversaire. Il refuse de quitter le terrain puis frappe violemment l'arbitre. Une réunion d'urgence des autorités de la QRFU mène à la suspension indéfinie de Walters et à la fin de la saison du club d'Ottawa.
Après cette mésaventure, et se sentant rejetés par la ligue québécoise, le club d'Ottawa décide de revenir dans l'ORFU pour la saison 1898. 
Un développement important se produit durant cette saison alors que le surnom de « Rough Riders » fait son apparition, quand le reporter C. A. Mitchell du Hamilton Spectator déplore la rudesse du jeu de l'équipe d'Ottawa lors d'un match contre les Tigers de Hamilton : « Le football n'est pas censé être un jeu pour étrangleurs ou « roughriders », mais un concours entre athlètes gentleman. » Le surnom, qui pourrait se traduire par « cavaliers endurcis », est aussitôt adopté par les partisans d'Ottawa. Il était populaire en 1898 à cause du fameux régiment de ce nom qui s'est illustré durant l'été à Porto Rico, au cours de la guerre hispano-américaine. Le changement est profitable au club outaouais car celui-ci remporte pour la première fois de son histoire le championnat du Dominion en battant l'équipe du collège d'Ottawa 11-1. L'équipe répète l'exploit en 1900, puis en 1902. Les joueurs les plus renommés des Rough Riders dans cette première époque mémorable sont Stewart Rayside, Dick Kenny, Weldy Young, Harry Southam, les frères Eddie et Pat Murphy et Frank McGee,.
Avant le début de la saison 1903, un grand débat se déroule au Canada concernant l'évolution des règlements du football. L'ORFU adopte les règles Burnside (en) qui rendent le jeu encore plus différent du rugby union qu'il n'était déjà. Le club d'Ottawa s'objecte à ce changement et quitte l'ORFU pour se joindre de nouveau à la QRFU,. Durant les quatre saisons suivantes, les Rough Riders remportent le titre de la ligue québécoise à deux reprises et manquent de peu de reprendre le titre du champion du Dominion en 1905. 

### Entrée dans l'IRFUet abandon du nom «Rough Riders» (1907-1915)
Le 3 septembre 1907, lors d'une rencontre tenue à Ottawa, les Rough Riders se joignent à trois autres clubs, les Tigers de Hamilton, les Argonauts de Toronto et le Montreal Football Club dans le but de former une nouvelle ligue appelée la Interprovincial Rugby Football Union. Au même moment, un autre club de la ville, le St. Patrick, cesse ses opérations et fusionne avec les Rough Riders. Le club profite de l'occasion pour mettre de côté le surnom de « Rough Riders », possiblement jugé trop associé au jeu exagérément rude qui a été reproché à l'équipe à certaines périodes. La recherche d'un nouveau surnom est lancée mais aucun n'est retenu, et les journaux contemporains désignent désormais l'équipe « the Ottawa Football Club » ou « the Ottawas »,. Ceux-ci utilisent désormais le terrain de l'université d'Ottawa, le Varsity Oval, pour leurs matchs. Lors de la saison inaugurale de 1907, Ottawa termine au troisième rang.
Durant les huit saisons suivantes, avant l'interruption des activités en 1915, le club d'Ottawa remporte une seule fois le titre de l'IRFU, soit en 1909 lorsqu'ils défont les Tigers de Hamilton lors d'un bris d'égalité. Ils ne parviennent cependant pas à vaincre les champions universitaires, l'Université de Toronto dans un match qui les aurait amené à la première finale de la coupe Grey.
Le 11 décembre 1909, lors du premier match de football canadien de haut niveau joué aux États-Unis, le club d'Ottawa rencontre les Tigers de Hamilton au Van Cortlandt Park de New York. Ce match, présenté à l'invitation du New York Herald, a permis aux Américains de découvrir la version canadienne de leur football. Il a été remporté par Hamilton 11 à 6,. 
De 1910 à 1915, le club d'Ottawa ne remporte aucun championnat du Big Four (surnom de l'IRFU), subissant même une saison sans victoire en 1914. En 1913, le club d'Ottawa et celui de l'Université d'Ottawa fusionnent. Ce n'est qu'en 1927 que l'université sera de nouveau représentée par un club dans le championnat universitaire. Les opérations de la ligue sont suspendues après la saison 1915 à cause du conflit mondial dans lequel le Canada est engagé.

### Les Senators (1919-1930)

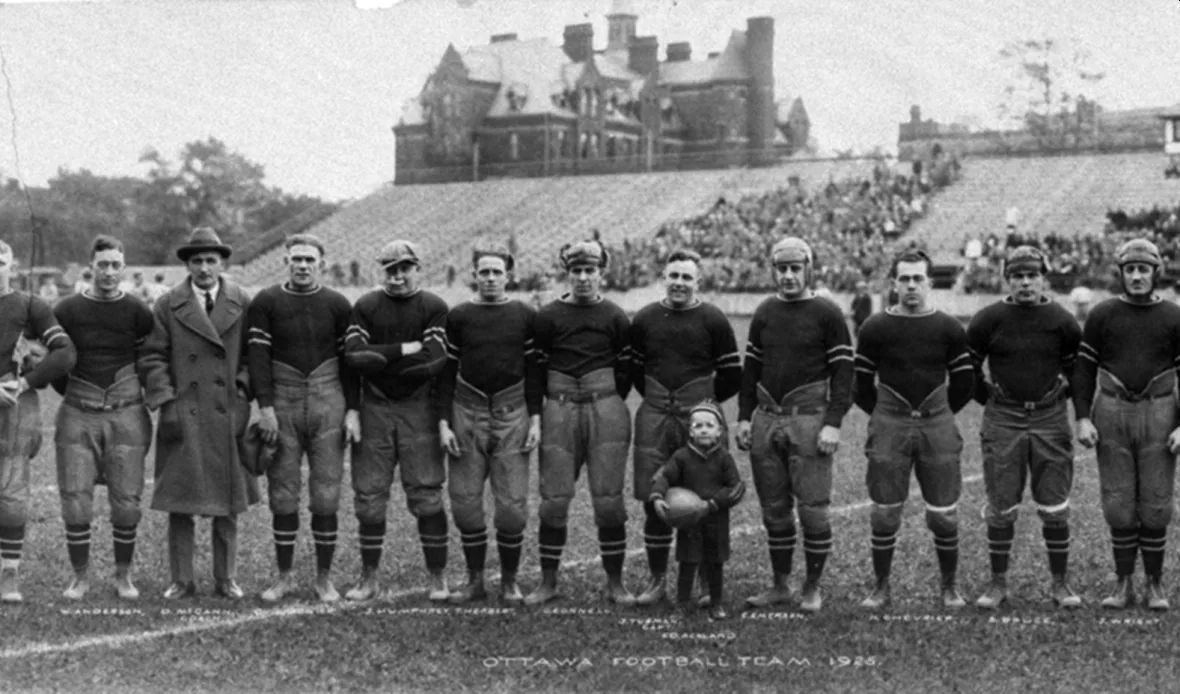
Les Senators en 1925

Avant le début de la saison 1919, la première depuis la fin de la guerre, le club d'Ottawa adopte le surnom de « Senators », bien que le nom officiel reste le Ottawa Football Club. Ce nom est partagé avec d'autres clubs sportifs de la ville, dont le club de hockey sur glace de la LNH. Jusqu'en 1924 le club ne remporte aucun championnat de l'IRFU. Un autre club de la ville jouant dans la Ontario Rugby Football Union, le St. Brigid's, fusionne avec les Sénateurs en 1923. Le regroupement porte ses fruits puisqu'en 1925, les Sénateurs remportent leur première coupe Grey, battant les Tammany Tigers de Winnipeg (en) par 24-1 le 5 décembre. La saison suivante, ils répètent l'exploit et remportent leur deuxième coupe Grey par une victoire de 10-7 contre l'Université de Toronto. 

### Domination dans l'Est, puis déclin (1931-1955)
Au début de la saison 1931, le club d'Ottawa reprend le nom de « Rough Riders » qu'il avait abandonné depuis 1907. Les Rough Riders accèdent de nouveau à la finale du Dominion en 1939, en 1940, en 1948 et en 1951, défaisant le Balmy Beach de Toronto et la Saskatchewan en 1940 et en 1951 respectivement. La période allant de 1938 à 1951 est particulièrement féconde, le club terminant 9 fois en tête du Big Four sur les 11 saisons jouées. Les joueurs dominants de cette période sont David Sprague (en), Tony Golab (en), Andy Tommy (en), Don Loney (en) et Ken Charlton (en), tous élus subséquemment au Temple de la renommée du football canadien. Après avoir remporté la coupe Grey en 1951, les Rough Riders manquent les séries les quatre saisons suivantes.

### L'ère Frank Clair (1956-1969)
Les Rough Riders renouent avec les éliminatoires à partir de 1956, saison qui est également marquée par l'arrivée de Frank Clair (en) comme entraîneur-chef. Celui-ci deviendra l'entraîneur ayant dirigé le plus de matchs et ayant remporté le plus de victoires de l'histoire du club. L'équipe ne se rend en finale de la coupe Grey qu'en 1960, alors qu'ils défont les Eskimos d'Edmonton 16 à 6 pour remporter leur cinquième coupe. Ron Stewart (en) est nomme meilleur joueur du match tandis que la quart-arrière Russ Jackson (en) remporte à sa troisième saison la première coupe de son illustre carrière.
Durant le reste des années 1960, Ottawa se rend trois autres fois à la grande finale, la perdant en 1966 mais la remportant en 1968 et 1969, d'abord contre Calgary puis contre la Saskatchewan. En 1968 c'est le porteur de ballon Vic Washington (en) qui est choisi meilleur joueur du match alors que Russ Jackson récolte cet honneur l'année suivante.

### Dernière période faste (1970-1981)
Après la retraite de Clair en 1970, le nouvel entraîneur Jack Gotta (en) conduit les Riders à une autre victoire de la coupe Grey en 1973 contre Edmonton. Son successeur, George Brancato (en), permet aussi à l'équipe de gagner la coupe en 1976, dans un match contre les Roughriders de la Saskatchewan marqué par un spectaculaire attrapé de Tony Gabriel (en) sur une passe de Tom Clements dans les dernières secondes du match. Ottawa se rend encore en finale de la coupe Grey en 1981, mais sont cette fois battus par Edmonton.

### Déclin et fin (1982-1996)
Après le départ de George Brancato en 1984, les Riders emploient une série d'entraîneurs-chefs qui ne durent en général qu'une saison ou deux, et ils terminent presque constamment à la dernière ou avant-dernière place de leur division. En 1989, Jo-Anne Polak devient la première femme à occuper le poste de directeur-général dans un sport professionnel. Lourdement endettée, l'équipe est sauvée de la faillite en 1991 par l'investisseur américain Bernard Glieberman (en). Celui-ci désire transférer l'équipe aux États-Unis, mais la ligue refuse de laisser partir le club. Celui-ci change de mains encore deux fois avant de cesser définitivement ses opérations après la saison 1996.

## Stade
Au début de leur existence, le club d'Ottawa jouait au square Jacques-Cartier. À partir de 1907 le club partage le terrain de l'université, appelé Varsity Oval, avec le club de l'Université d'Ottawa. En 1910, ils emménagent au parc Lansdowne, situé dans le sud de la ville.
De toute son histoire, l'équipe d'Ottawa a joué 15 matchs de la coupe Grey pour en gagner 9 et en perdre 6.